# 篠田元一
篠田 元一（しのだ もとかず、1958年11月30日 - ）は、日本の作曲家、編曲家、キーボーディスト、ピアニスト。娘は打楽器奏者の篠田浩美。

## 略歴
- 1976年頃、大学在学中に笹路正徳に師事しピアノ、キーボードを学ぶ。その頃よりバックバンド・ミュージシャンとして活動を開始。
- 1983年頃より、キーボード・マガジン、サウンド&レコーディング・マガジンなどで原稿を執筆。
- 1988年、モトミュージック設立。幅広いジャンル、メディアの楽曲提供、音楽制作を手掛けるようになる。
- 1991年6月、キーボード・マガジンに13年以上連載された『実践コード・ワーク』に加筆・訂正が加えられ書籍化される。現在に至るまで改訂を重ね『実践コード・ワーク』シリーズとして発売されている。その後も『ザ・ベスト・プログラミング・シリーズ』をはじめ、数多くの音楽書籍を執筆。
- 1998年 - 1999年、冨田勲の源氏物語交響絵巻コンサートの国内外公演に参加。その後も「交響絵巻 源氏物語十二支」（2005年、愛知万博前夜祭）、初音ミクを起用して話題となった「イーハトーヴ交響曲」（2012年）をはじめ、数多くの仕事に携わる。冨田が没した2016年以降も追悼番組やメモリアルコンサートなどに名を連ね、参加している。
- 2000年、初のソロ・アルバム『PIVOT』をリリース。その後も現在までに3枚のアルバムをリリースしている。
- 2006年10月、水野正敏（Bass）、仙道さおり（Percussion）とのユニット・Thprimを結成。2枚のアルバムをリリースしている。
- 2019年2月2日、モトミュージック設立30周年及び自身の還暦を祝うパーティーを綱町三井倶楽部にて行った。

## ソロ
|     | 発売日         | タイトル        | 最高位 |
| --- | -------------- | --------------- | ------ |
| 1st | 2000年10月6日  | PIVOT           | 圏外   |
| 2nd | 2002年3月20日  | Floating Colors | 圏外   |
| 3rd | 2003年10月10日 | Foresight       | 圏外   |

## ユニット
Thprim
|     | 発売日         | タイトル  | 最高位 |
| --- | -------------- | --------- | ------ |
| 1st | 2006年10月7日  | Thprim    | 圏外   |
| 2nd | 2007年11月23日 | Novelette | 圏外   |

## 楽曲提供
- 小川佳津子
  - 「きずな」
- 小川範子
  - 「お月様にも嫌われちゃいそう」
  - 「写真」（編曲）
  - 「ゆめ…… 」（編曲）
  - 「おもちゃ箱あけない」（編曲）
- となりのトトロ サウンドブック
  - 「五月の村」（編曲）
  - 「さんぽ」（編曲）
  - 「まいご」（編曲）
  - 「ねこバス」（編曲）
  - 「小さな写真」（編曲）
- コロムビア・オーケストラ
  - 「ネタDE笑辞典BGM」
  - 「BLUE STREET」
- ザ・ゴールデン・カップス
  - 「明日へのCHALLENGER」
  - 「FAT LIPS」
- 田口洋
  - 「KARINKA」
  - 「TOROIKA'90」
- 西川光子
  - 「お天気花まる音頭」
- ハロミーヤ
  - 「HARROMI-YAH!!! STEP」

## 著書
- 実践コード・ワークComplete（理論編、アレンジ編）※シリーズ
- 実践・新しい音楽理論
- 新ザ・ベスト・プログラミングス（ドラム、ベース、ギター、ホーン&ストリングスなど）※シリーズ
- 偉大なる巨匠たちの軌跡　ハービー・ハンコック（著/監修）
- DTM打ち込みフレーズ制作技法

上記はいずれもリットー・ミュージックより刊行